# Pitcairnia armata
Espèce
Synonymes
- Pepinia armata (Maury) G.S. Varad. & Gilmartin, 1988
- Pitcairnia breweri (L.B.Sm.) G.S. Varad. & Gilmartin, 1988

Pitcairnia armata est une espèce de plantes de la famille des Bromeliaceae, endémique du Venezuela.

## Synonymes
- Pepinia armata (Maury) G.S. Varad. & Gilmartin, 1988[2] ;
- Pitcairnia breweri (L.B.Sm.) G.S. Varad. & Gilmartin, 1988[2].

## Distribution
L'espèce est endémique du Venezuela et se rencontre dans les États d'Amazonas, d'Apure et de Bolívar.